# Martin Fischer
Martin Fischer (Dornbirn, 21 luglio 1986) è un ex tennista austriaco.
È stato convocato una sola volta nella squadra austriaca di Coppa Davis nel 2010. In questa occasione la sua vittoria nei play-off sull'israeliano Harel Levy per 2-6, 6-3, 6-0, 6-3 ha dato il punto del 3-2 con cui l'Austria è rientrata a far parte del World Group di Coppa Davis nel 2011.

## Carriera
Partecipa al circuito junior ITF dal 2001 al 2004 raggiungendo il 30 agosto 2004 la 55ª posizione del ranking di categoria. In coppia con il connazionale Philipp Oswald conquista il titolo di campione europeo di doppio il 25 luglio 2004 a Klosters in Svizzera, sconfiggendo in finale la coppia belga Niels Desein e Cedric Roelant.
Nel 2003 inizia a partecipare a tornei futures ma solo nel 2006 conquista il primo titolo a Portschach dove con il punteggio di 6-2, 2-6, 6-1 sconfigge il connazionale Armin Sandbichler. A questo seguiranno altri 8 titoli futures inframezzati da buone prestazioni nel circuito challenger. Nel 2010 con una vittoria su Ričardas Berankis si qualifica per l'Open di Francia 2010; uscirà poi al primo turno per mano di Horacio Zeballos dopo 5 set combattuti. Ripete un'ottima prestazione nel Torneo di Wimbledon dello stesso anno dove, qualificatosi con un successo su Ramón Delgado, supera al primo turno Gō Soeda prima di essere sconfitto da Thomaz Bellucci in quattro set. Il 5 luglio con la vittoria su Cedrik-Marcel Stebe conquista il suo primo titolo Challenger a Oberstaufen.
Nel 2011 supera le qualificazioni solo a Wimbledon e viene battuto al primo turno da Bolelli, fallendo invece quelle per il Roland Garros e per gli US Open. Molto poche le sue apparizioni nei tornei del circuito maggiore, e comunque terminate al primo turno. Scarsi i risultati anche nel circuito Challenger, dove non raggiunge nemmeno una finale: la classifica ne risente e esce più volte durante l'anno dalla top 200. Solo in doppio (dove conquista quattro titoli Challenger con Philipp Oswald), recupera qualche posizione, restando comunque piuttosto lontano dalle posizioni di classifica dell'anno precedente.
Nel 2012 partecipa alle qualificazioni di tutti e quattro gli Slam, senza riuscire ad accedere al tabellone principale. Nella prima parte dell'anno tenta la qualificazione anche a molti 250 e solo a luglio conquista il primo accesso al tabellone principale di Stoccarda, dove al primo turno perde con Björn Phau. L'unico incontro vinto nel circuito maggiore arriva a Gstaad dove, superate le qualificazioni, elimina in due set la wild card svizzera Sandro Ehrat prima di cedere in tre combattuti set alla testa di serie numero uno del torneo e numero otto del mondo Janko Tipsarević. A fine stagione ottiene una wild card per il torneo austriaco di Kitzbühel ma perde all'esordio con il qualificato Attila Balázs. Gli scarsi risultati del 2012 lo fanno addirittura uscire dalle prime trecento posizioni di classifica, e chiude l'anno al 299º posto del ranking. Riesce invece a mantenersi intorno alla 150ª posizione nel ranking di doppio, grazie alla conquista di tre titoli Challenger (due sempre con Oswald e uno col francese Olivier Charroin).
All'inizio del 2013 gioca alcuni tornei Futures, tornando a conquistare un titolo in singolare in Svizzera, a quasi tre anni dall'ultimo titolo vinto. Nello stesso torneo si aggiudica anche il titolo di doppio. Nella seconda parte dell'anno si riaffaccia nel circuito maggiore superando le qualificazioni ad Halle, Kitzbühel e ottenendo una wild card per il torneo di Vienna perdendo però in tutti e tre i casi al primo turno. Nel circuito Challenger vince il doppio al Challenger di Roma e raggiunge la finale in singolare a Portorose.

## Statistiche

### Singolare

#### Vittorie (11)
| Legenda                   |
| Grande Slam (0)           |
| ATP World Tour Finals (0) |
| ATP Masters 1000 (0)      |
| ATP World Tour 500 (0)    |
| ATP World Tour 250 (0)    |
| Challengers (1)           |
| Futures (10)              |

| N.  | Data              | Torneo                          | Superficie    | Avversario in finale | Punteggio      |
| 1.  | 5 agosto 2006     | Austria F8, Pörtschach          | Terra rossa   | Armin Sandbichler    | 6-2, 2-6, 6-1  |
| 2.  | 23 settembre 2006 | Great Britain F13, Nottingham   | Cemento       | Rameez Junaid        | 6-3, 6-3       |
| 3.  | 28 gennaio 2007   | Austria F2, Salisburgo          | Sintetico (i) | Patrick Schmolzer    | 6-1, 6-2       |
| 4.  | 22 aprile 2007    | Russia F2, Tjumen'              | Cemento (i)   | Denis Matsukevich    | 6-2, 6-3       |
| 5.  | 22 settembre 2007 | Great Britain F17, Nottingham   | Cemento       | Conor Niland         | 6-4, 6-3       |
| 6.  | 7 settembre 2008  | France F13, Bagnères-de-Bigorre | Cemento       | David Guez           | 6-2, 6-3       |
| 7.  | 14 settembre 2008 | Great Britain F14, Nottingham   | Cemento       | Frederic Jeanclaude  | 2-6, 7-5, 3-0r |
| 8.  | 15 febbraio 2009  | Croatia F1, Zagabria            | Cemento (i)   | Louk Sorensen        | 6-3, 6-3       |
| 9.  | 1º agosto 2009    | Great Britain F10, Ilkley       | Erba          | Neil Pauffley        | 6-2, 6-4       |
| 1.  | 11 luglio 2010    | Oberstaufen Cup, Oberstaufen    | Terra rossa   | Cedrik-Marcel Stebe  | 6-3, 6-4       |
| 10. | 24 marzo 2013     | Switzerland F3, Taverne         | Sintetico     | Laurynas Grigelis    | 7–6(4), 6-1    |

### Doppio

#### Vittorie (0)
| Legenda doppio            |
| Grande Slam (0)           |
| ATP World Tour Finals (0) |
| ATP Masters 1000 (0)      |
| ATP World Tour 500 (0)    |
| ATP World Tour 250 (0)    |
| Challengers (15)          |
| Futures (14)              |

| N.  | Data              | Torneo                                     | Superficie    | Compagno          | Avversari in finale                          | Punteggio           |
| 1.  | 7 maggio 2006     | Romania F1, Bucarest                       | Terra rossa   | Philipp Oswald    | Riccardo Ghedin Dusan Karol                  | 3-6, 6-0, 7–6(3)    |
| 2.  | 8 luglio 2006     | Austria F5, Telfs                          | Terra rossa   | Philipp Oswald    | Christian Magg Patrick Schmolzer             | 6-0, 6-3            |
| 3.  | 24 luglio 2006    | Austria F6, Kramsach                       | Terra rossa   | Philipp Oswald    | Konstantin Gruber Christian Magg             | 6-4, 7–6(2)         |
| 4.  | 5 agosto 2006     | Austria F8, Pörtschach                     | Terra rossa   | Philipp Oswald    | Christoph Lessiak Miha Mlakar                | 6-3, 2-6, 6-2       |
| 5.  | 10 settembre 2006 | Germany F15, Kempten                       | Terra rossa   | Philipp Oswald    | Rameez Junaid Philipp Marx                   | 6-3, 1-6, 7–6(1)    |
| 6.  | 20 gennaio 2007   | Austria F1, Salisburgo                     | Sintetico (i) | Philipp Oswald    | Nikola Martinovic Josko Topic                | 6-4, 6-4            |
| 7.  | 27 gennaio 2007   | Austria F2, Salisburgo                     | Sintetico (i) | Philipp Oswald    | Christian Magg Patrick Schmolzer             | 6-2, 6-2            |
| 8.  | 2 febbraio 2007   | Austria F3, Salisburgo                     | Sintetico (i) | Philipp Oswald    | Andreas Haider-Maurer Armin Sandbichler      | 7–6(9), 6-2         |
| 9.  | 4 agosto 2007     | Austria F7, Altenstadt                     | Terra rossa   | Philipp Oswald    | Max Raditschnigg Patrick Schmolzer           | 5-7, 6-2, 7-5       |
| 10. | 22 settembre 2007 | Great Britain F17, Nottingham              | Cemento       | Philipp Oswald    | Josh Goodall Tom Rushby                      | 6-3, 7–6(7)         |
| 11. | 13 settembre 2008 | Great Britain F14, Nottingham              | Cemento       | Jeremy Blandin    | Colin Fleming Colin O'Brien                  | 6-0, 2-6, [11-9]    |
| 1.  | 28 settembre 2008 | Grenoble Challenger, Grenoble              | Cemento (i)   | Philipp Oswald    | Niels Desein Dick Norman                     | 6(5)–7, 7-5, [10-7] |
| 12. | 1º agosto 2009    | Great Britain F10, Ilkley                  | Erba          | Chris Eaton       | Sadik Kadir Purav Raja                       | 7-5, 3-6, [10-6]    |
| 2.  | 20 settembre 2009 | Internazionali di Tennis dell'Umbria, Todi | Terra rossa   | Philipp Oswald    | Pablo Santos Gabriel Trujillo Soler          | 7-5, 6-3            |
| 3.  | 27 settembre 2009 | Sicilia Classic, Palermo                   | Terra rossa   | Philipp Oswald    | Pierre-Ludovic Duclos Rogério Dutra da Silva | 6-3, 7–6(4)         |
| 4.  | 18 ottobre 2009   | Kolding Challenger, Kolding                | Cemento (i)   | Philipp Oswald    | Jonathan Marray Aisam-ul-Haq Qureshi         | 7-5, 6-3            |
| 5.  | 14 marzo 2010     | [All Japan Indoor Championships, Kyoto     | Sintetico (i) | Philipp Oswald    | Divij Sharan Vishnu Vardhan                  | 6-1, 6-2            |
| 6.  | 2 maggio 2010     | Ostrava Open, Ostrava                      | Terra rossa   | Philipp Oswald    | Tomasz Bednarek Mateusz Kowalczyk            | 2-6, 7–6(6), [10-8] |
| 7.  | 10 ottobre 2010   | Sicilia Classic, Palermo                   | Terra rossa   | Philipp Oswald    | Alessandro Motti Simone Vagnozzi             | 4-6, 6-2, [10-6]    |
| 8.  | 29 maggio 2011    | Alessandria Challenger, Alessandria        | Terra rossa   | Philipp Oswald    | Jeff Coetzee Andrea Siljeström               | 6(5)–7, 7-5, [10-6] |
| 9.  | 3 luglio 2011     | Sporting Challenger, Torino                | Terra rossa   | Philipp Oswald    | Uladzimir Ihnacik Martin Kližan              | 6-3, 6-4            |
| 10. | 10 luglio 2011    | Oberstaufen Cup, Oberstaufen               | Terra rossa   | Philipp Oswald    | Tomasz Bednarek Mateusz Kowalczyk            | 7–6(1), 6-3         |
| 11. | 20 novembre 2011  | ATP Salzburg Indoors, Salisburgo           | Cemento       | Philipp Oswald    | Alexander Waske Lovro Zovko                  | 6-3, 6-3, [14-12]   |
| 12. | 24 marzo 2012     | Pro Series Bath, Bath                      | Cemento       | Philipp Oswald    | Jamie Delgado Ken Skupski                    | 6-4, 6-4            |
| 13. | 17 giugno 2012    | Nottingham Challenge, Nottingham           | Erba          | Olivier Charroin  | Evgenij Donskoj Andrej Kuznecov              | 6-4, 7–6(6)         |
| 14. | 16 settembre 2012 | [Internazionali dell'Umbria, Todi          | Cemento       | Philipp Oswald    | Marco Cecchinato Alessio di Mauro            | 6-3, 6-2            |
| 13. | 22 febbraio 2013  | Croatia F2, Zagabria                       | Cemento       | Jaroslav Pospíšil | Marin Draganja Nikola Mektić                 | 4-6, 6-2, [10-6]    |
| 14. | 24 marzo 2013     | Switzerland F3, Torricella-Taverne         | Sintetico     | Jannis Liniger    | Lorenzo Frigerio Matteo Trevisan             | 6-4, 7–6(4)         |
| 15. | 21 aprile 2013    | Rai Open, Roma                             | Terra rossa   | Andreas Beck      | Martin Emmrich Rameez Junaid                 | 7–6(2), 6-0         |